# Mónica Ferreras de la Maza
Pour les articles homonymes, voir Maza.
Mónica Ferreras de la Maza née en 1965 à Saint-Domingue est une artiste visuelle dominicaine connue pour ses œuvres montrant des combinaisons géométriques infinies qui peuvent faire penser à des mandalas, des patrons cellulaires ou encore des constellations. 

## Biographie
Mónica Ferreras de la Maza nait en 1965 à Saint-Domingue. Elle étudie à Altos de Chavón entre 1983 et 1985 et obtient un bachelor en beaux-arts et illustration. Elle étudie ensuite à l'Académie royale des beaux-arts de La Haye.

## Œuvres
Les œuvres de Mónica Ferreras de la Maza traitent de chakra, de développement spirituel et de problématiques existentielles. Elle crée en utilisant différents médias : la peinture, le dessin, l'installations et la vidéo. Ses œuvres traitent de la culture urbaine dominicaine et de la jeunesse des quartiers marginalisés de Saint-Domingue. Mónica Ferreras de la Maza soulève des questions à propos des statuts sociaux, de l'influence de la tradition et du consumérisme à l'échelle locale et universelle. Elle obtient le prix d'artiste en résidence en 2013 à New York avec la Davidoff Art Initiative. En 2010 elle gagne le prix du concours qu'Eduardo León Jimenes organise, le Grupo León Jimenes à Santiago de los Caballeros,.